# I Флавиева ала галлов
I Флавиева ала галлов (лат. Ala I Flaviana Gallorum) — вспомогательное подразделение армии Древнего Рима.
По всей видимости, данное подразделение было создано в эпоху правления династии Флавиев и набрано среди жителей Галлии. Первоначально оно, очевидно, дислоцировалось в Германии. В 99 и 105 году ала упоминается в надписях из Нижней Мёзии, где она на тот момент стояла лагерем. В период правления императора Адриана она находилась в Дуросторе вместе с XI Клавдиевым легионом. В последующий период ала пребывала в Верхней Мёзии, где упоминается в надписи от 159/160 года.